# Aeroportul Municipal Limon
Aeroportul Municipal Limon (IATA: LIC, ICAO: KLIC, FAA LID: LIC) este un aeroport din Colorado, Statele Unite ale Americii.
Situat la o altitudine de 1.638,11712 m, aeroportul dispune de 1 pistă.

## Infrastructură

### Piste
Aeroportul dispune de o singură pistă. Pista 16/34 are suprafața de beton și dimensiunile 4.700 picioare × 60 picioare. 